# Галанта (окръг)
Окръг Галанта (на словашки: okres Galanta) е окръг в Търнавския край на Словакия. Център на окръга и негов най-голям град е едноименният Галанта. В окръга има 36 населени места, 3 от които – градове. Площта му е 641,6 км², а населението е 95 124 души (по преброяване от 2021 г.).

## Статистически данни
Национален състав:
- Словаци 59,63 %
- Унгарци 35,03 %
- Цигани 0,57 %
- Чехи 0,39 %

Конфесионален състав:
- Католици 77 %
- Лутерани 5,6 %